# Tarifa
Tarifa – miasto w południowej Hiszpanii, położone na Costa de la Luz, w Andaluzji. Liczba mieszkańców: 18 088 (2017).

## Geografia

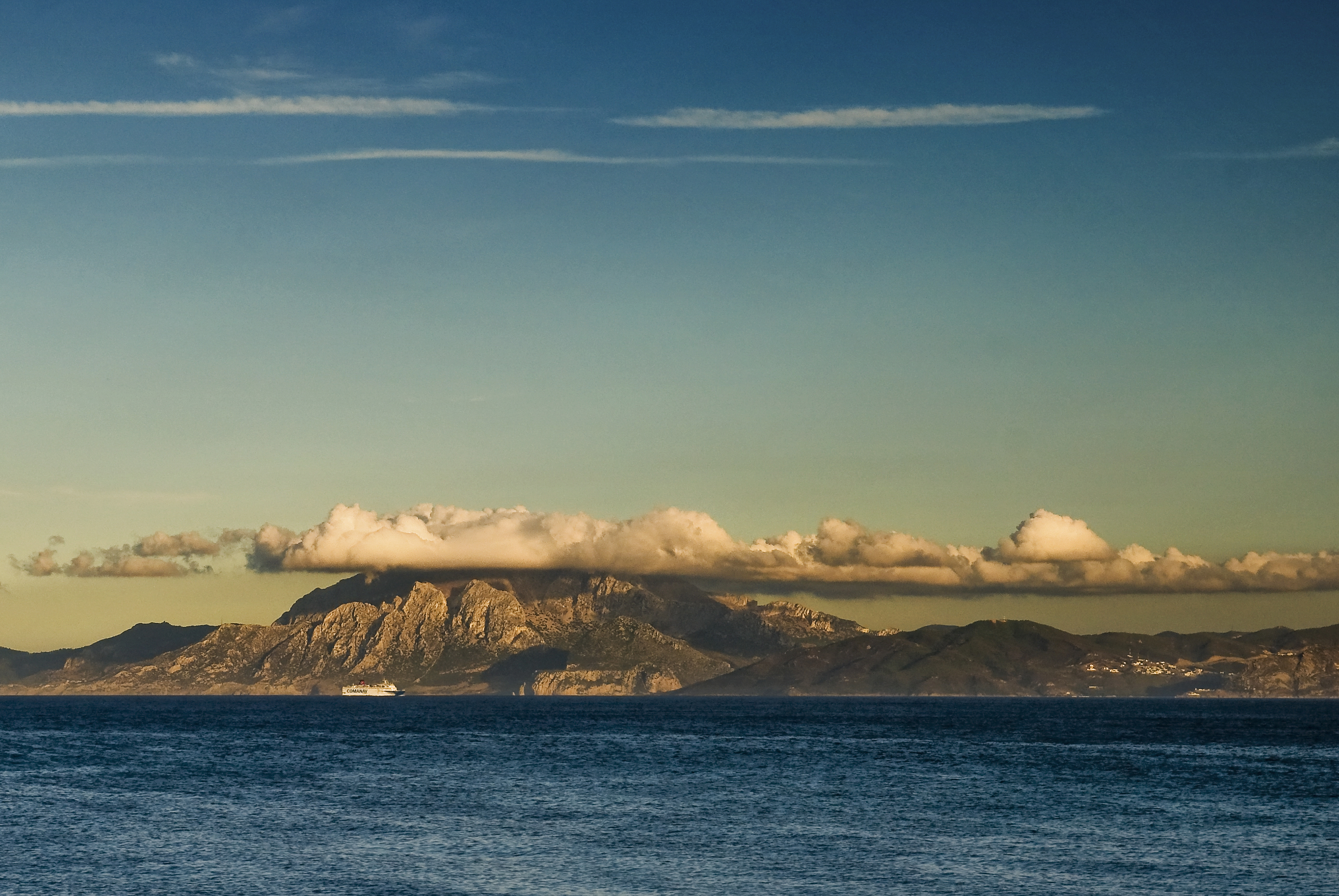
Widok na Marokańskie wybrzeże oddalone zaledwie o 14 km – szczyt Dżabal Musa (851 m n.p.m.)

### Położenie
Miasto to jest najbardziej na południe wysuniętym miastem kontynentalnej Hiszpanii. Znajdujący się na południu przylądek Punta de Tarifa to najdalej wysunięty na południe punkt lądowej Europy (36°00'00.3"N 5°36'37.3"W). Za dnia, przy dobrych warunkach pogodowych, z okolic Tarify doskonale widać oddalone zaledwie o 20 kilometrów wybrzeże Afryki. W nocy widać światła marokańskiego miasta Tanger, oddalonego o około 30 kilometrów.

### Klimat
W Tarifie można wyróżnić dwa silne wiatry:
- Levante – wiejący ze wschodu, bardzo silny wiatr występujący najczęściej w okresie letnim nawet przez kilka tygodni,
- Ponente – wiejący z zachodu (od Atlantyku), mogący przynieść wysokie fale.

| Miesiąc | Sty  | Lut  | Mar  | Kwi  | Maj  | Cze  | Lip  | Sie  | Wrz  | Paź  | Lis  | Gru  | Roczna |
| --- | ---- | ---- | ---- | ---- | ---- | ---- | ---- | ---- | ---- | ---- | ---- | ---- | ------ |
| Średnie temperatury w dzień [°C]                                                                                                  | 15.2 | 15.1 | 16.3 | 17.3 | 19.4 | 21.8 | 23.9 | 24.5 | 23.1 | 20.6 | 17.9 | 16.1 | 19,3   |
| Średnie dobowe temperatury [°C]                                                                                                   | 13.0 | 13.0 | 14.4 | 15.2 | 17.2 | 19.8 | 21.7 | 22.3 | 21.1 | 18.6 | 15.9 | 14.1 | 17,2   |
| Średnie temperatury w nocy [°C]                                                                                                   | 10.8 | 10.9 | 12.4 | 13.0 | 14.9 | 17.8 | 19.4 | 20.0 | 19.0 | 16.7 | 13.9 | 12.1 | 15,1   |
| Opady [mm] | 70   | 75   | 48   | 57   | 28   | 8    | 2    | 4    | 16   | 80   | 86   | 118  | 592    |
| Średnia liczba dni z opadami | 6.9  | 7.8  | 5.4  | 6.7  | 4.0  | 1.3  | 0.4  | 0.4  | 2.0  | 6.4  | 8.0  | 10.1 | 59,4   |
| Wilgotność [%] | 77   | 79   | 78   | 77   | 78   | 79   | 80   | 81   | 81   | 81   | 79   | 78   | 79     |
| Średnie usłonecznienie [h] | 153  | 161  | 199  | 218  | 264  | 284  | 307  | 297  | 233  | 202  | 170  | 142  | 2630   |
| Źródło: Agencia Estatal de Meteorología (liczba dni z opadami dla wartości 1 mm, wysokość 32 m n.p.m., 200 m od morza, 1981–2010) |      |      |      |      |      |      |      |      |      |      |      |      |        |

## Historia
Okolice Tarify były zamieszkane przez ludzi od czasów prehistorycznych. W czasach starożytnych faktorię założyli tu Fenicjanie. Później Rzymianie zbudowali miasto Iulia Traducta. W roku 710, rok przed najazdem muzułmańskim na Półwysep Iberyjski, na czele niewielkich sił wylądował tu Tarif ibn Malik, któremu Tarifa zawdzięcza swoją nazwę. Powstało muzułmańskie miasto, a w X wieku zbudowano zamek, doceniając strategiczne położenie Tarify. Miasto od roku 1090 było  pod panowaniem Almorawidów, w roku 1147 zostało zajęte przez Almohadów. Zdobyte w roku 1292 przez prowadzące rekonkwistę wojska chrześcijańskie. Mimo kilku prób w XIII i XIV wieku nie zostało już odbite przez muzułmanów.

## Obszar

### Plaże
- Chica
- Los Lances
- Valdevaqueros
- Bolonia
- Los Alemanes
- El Cañuelo

## Ludność

### Demografia
| Rok:    | 1999   | 2000   | 2001   | 2002   | 2003   | 2004   | 2005   | 2006   | 2007   | 2008   |
| Ludność | 15 344 | 15 481 | 15 764 | 16 058 | 16 392 | 16 743 | 17 199 | 17 478 | 17 619 | 17,736 |

Źródło: INE (Hiszpania)

## Zabytki
- Zamek wybudowany w X wieku przez muzułmanów, odnowiony w wieku XVII i częściowo przebudowany w wieku XVIII.
- Mury obronne.
- Ruiny rzymskiego miasta Baelo Claudia, położone 12 km od Tarify.
- XV wieczny kościół San Mateo wyróżniający się barokową fasadą I gotyckim wnętrzem[2]

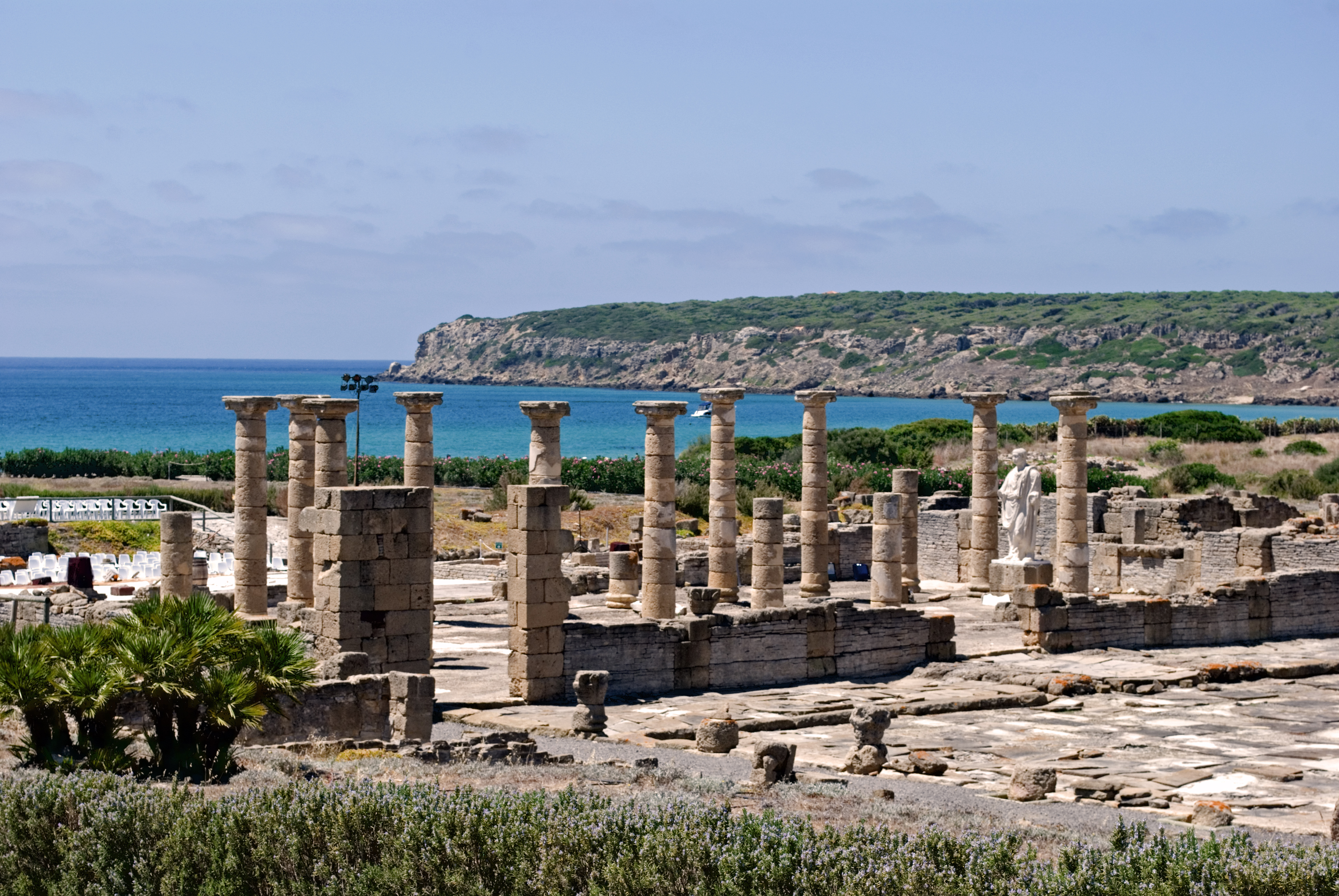
Baelo Claudia, ruiny starożytnego miasta
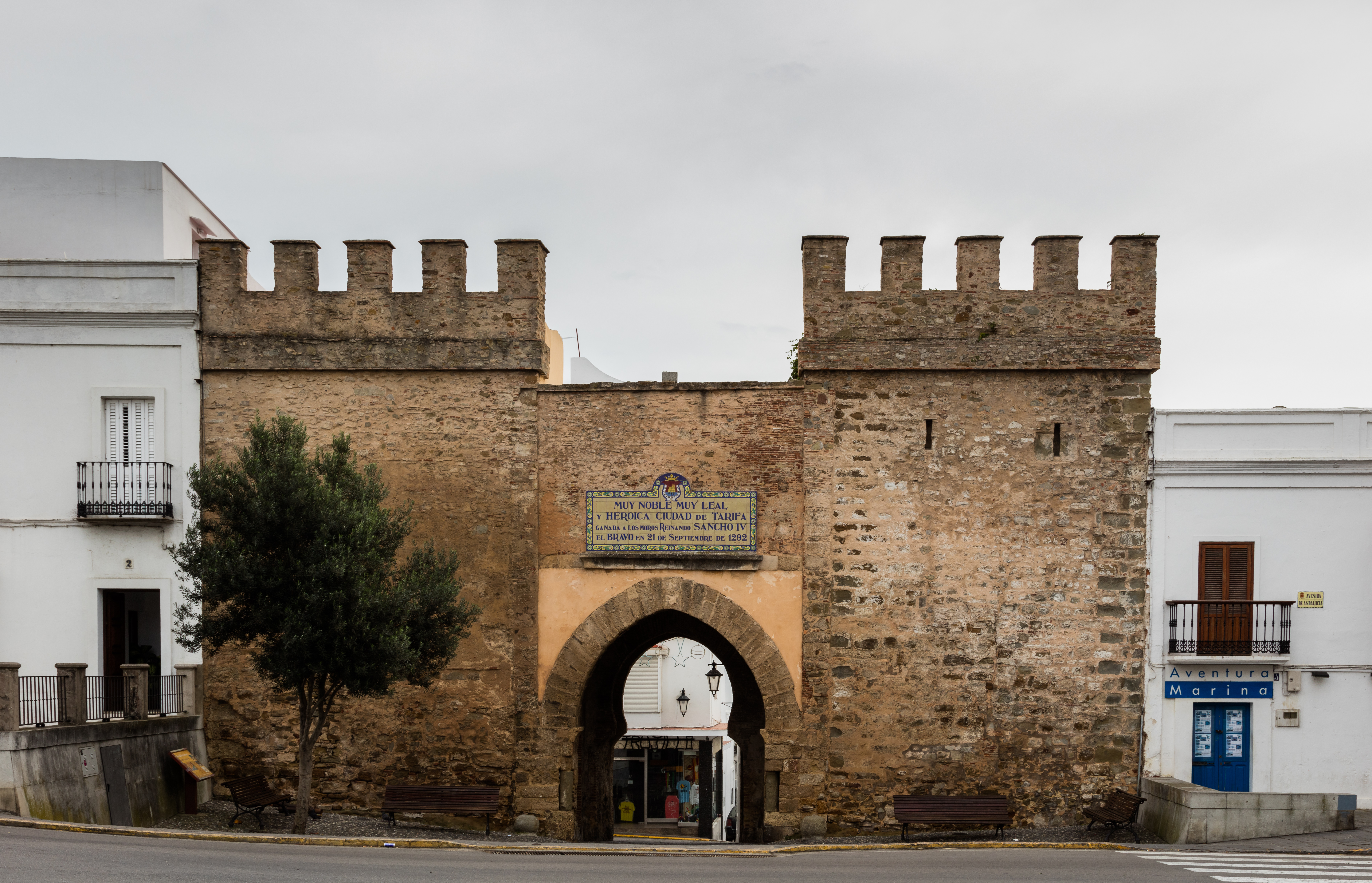
Tarifa – Puerta de Jerez
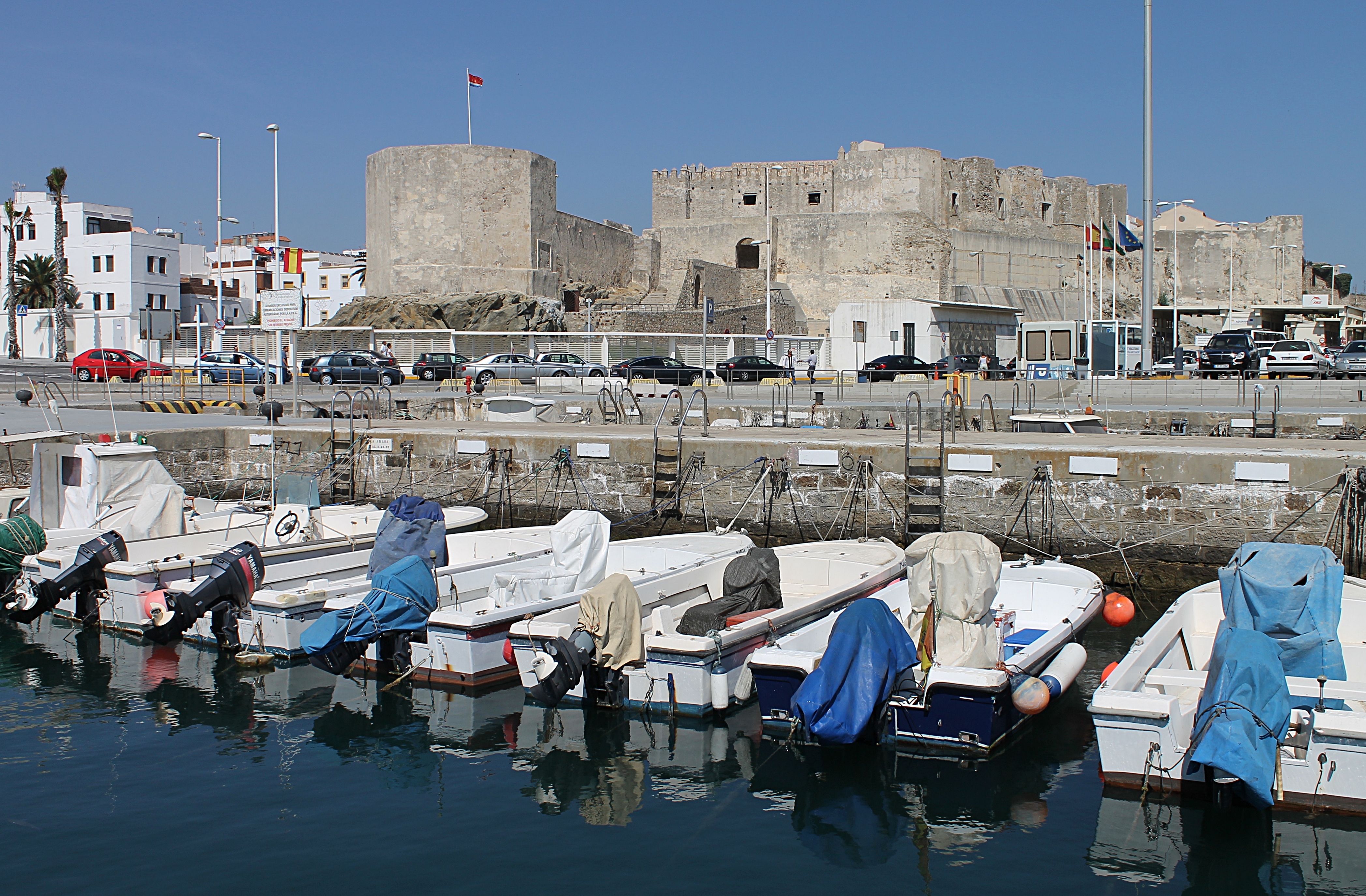
Zamek Castillo de Tarifa (Castillo de Guzmán el Bueno)
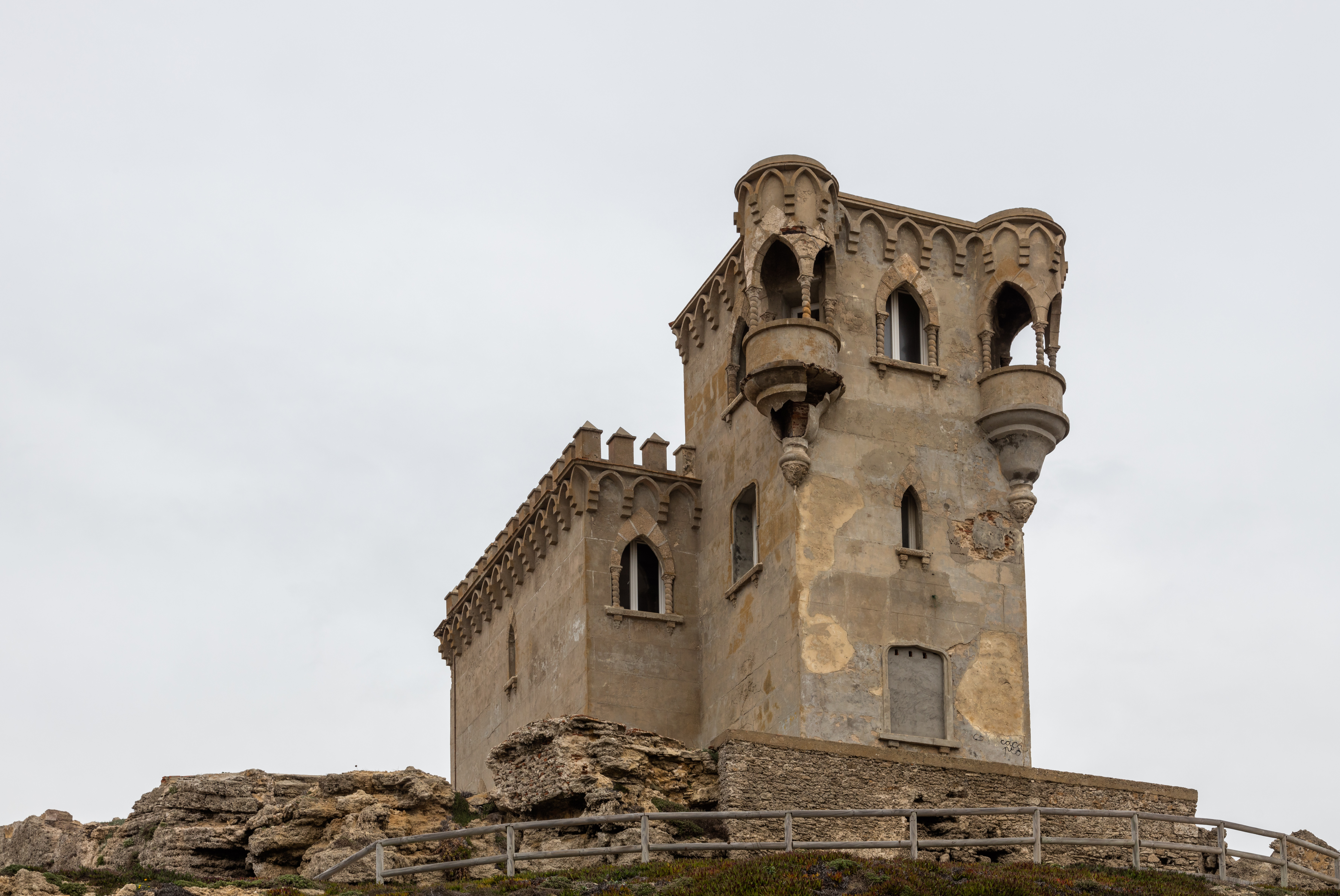
Zamek Santa Catalina
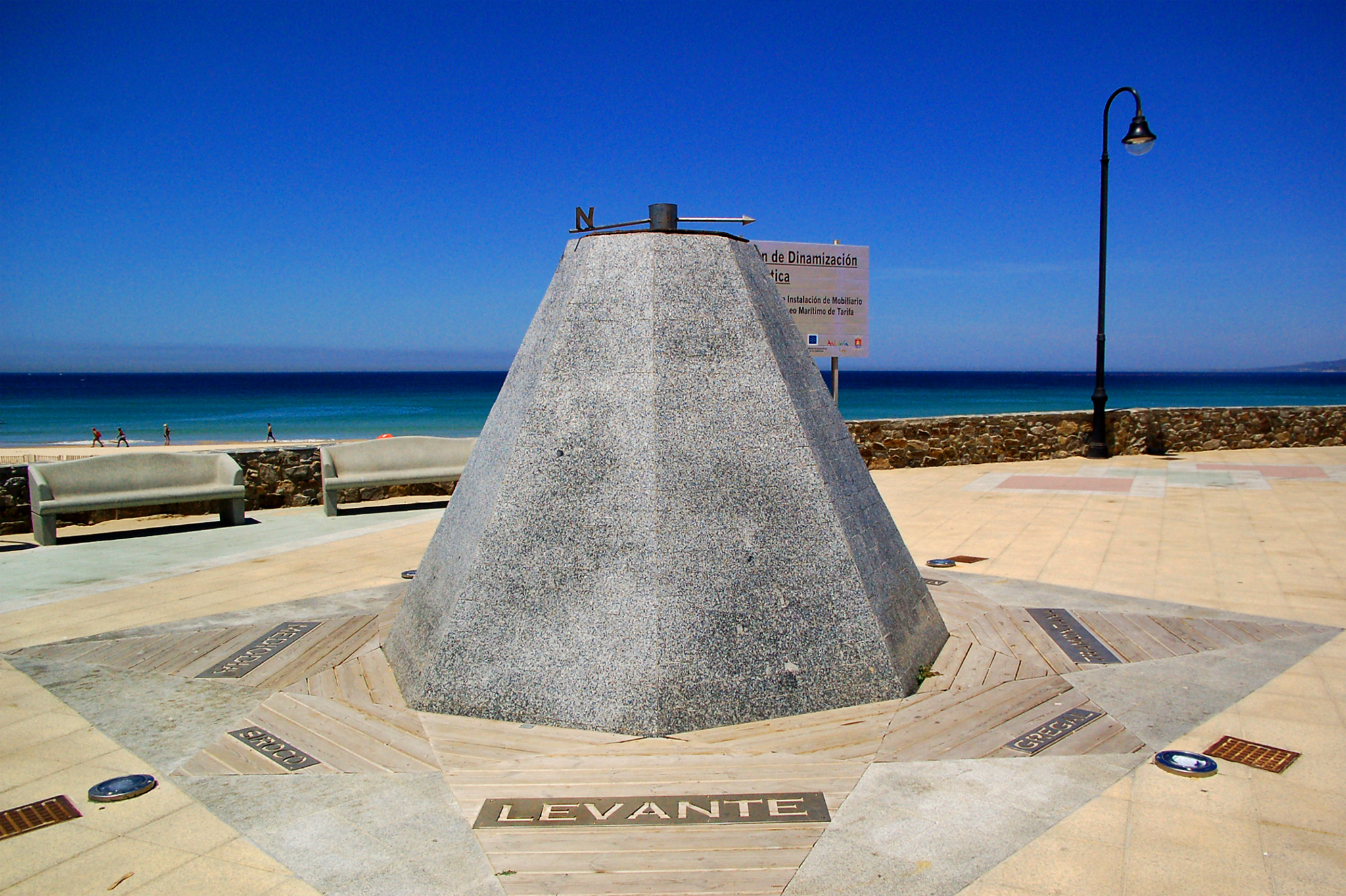
Róża wiatrów na promenadzie – kierunek charakterystycznego dla tamtego regionu wiatru – Levante
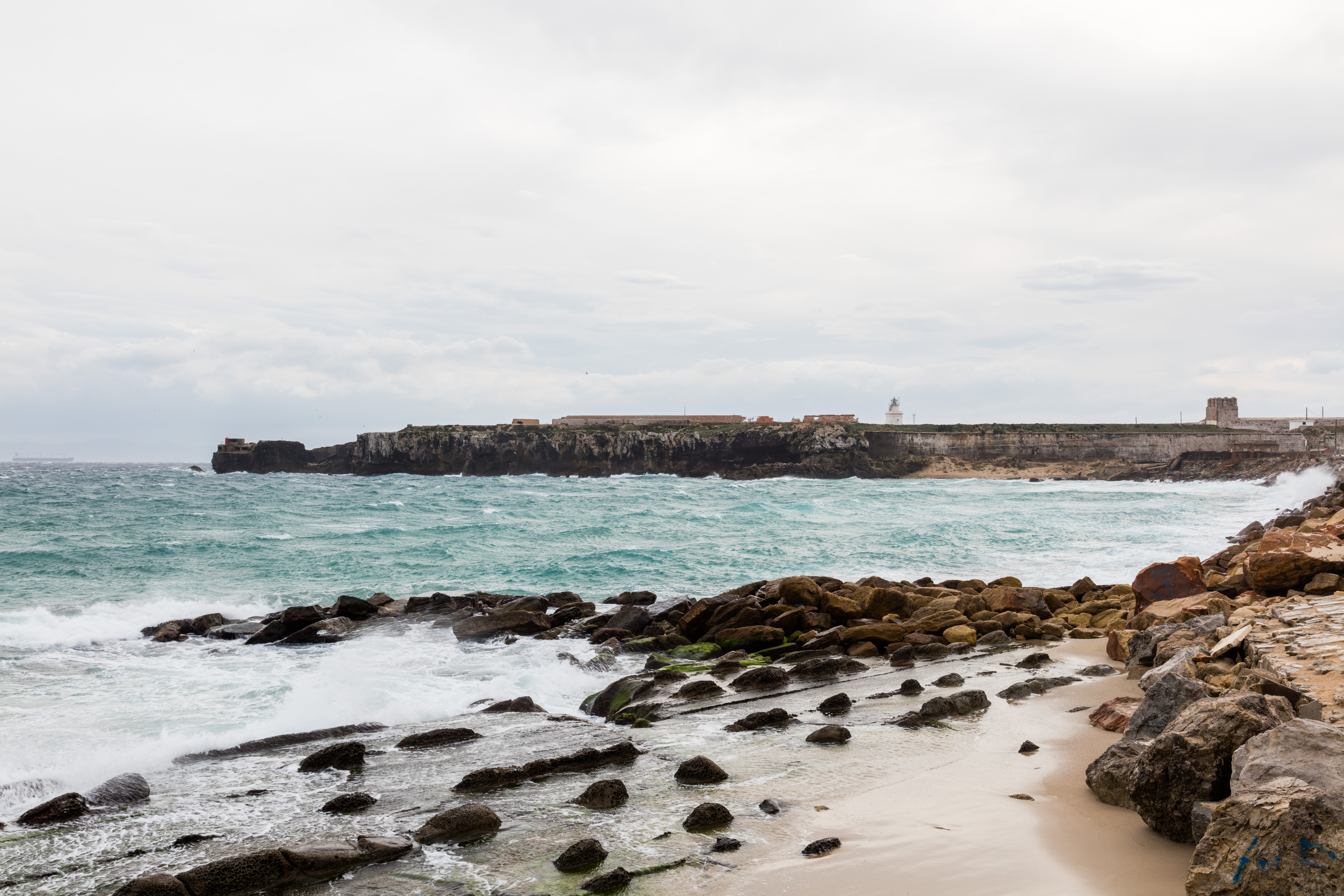
Wybrzeża Tarifa
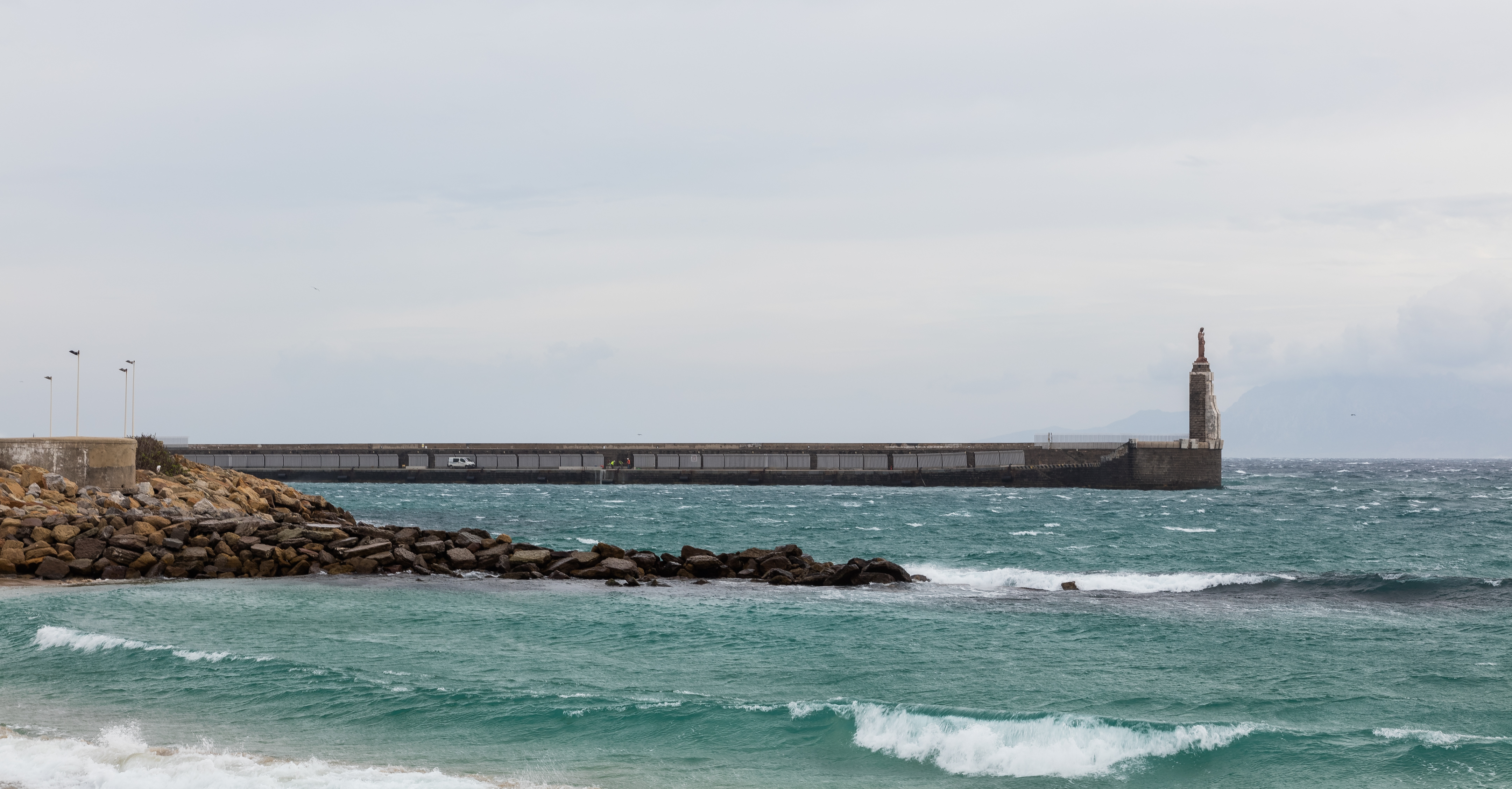
Port La Rada, Tarifa
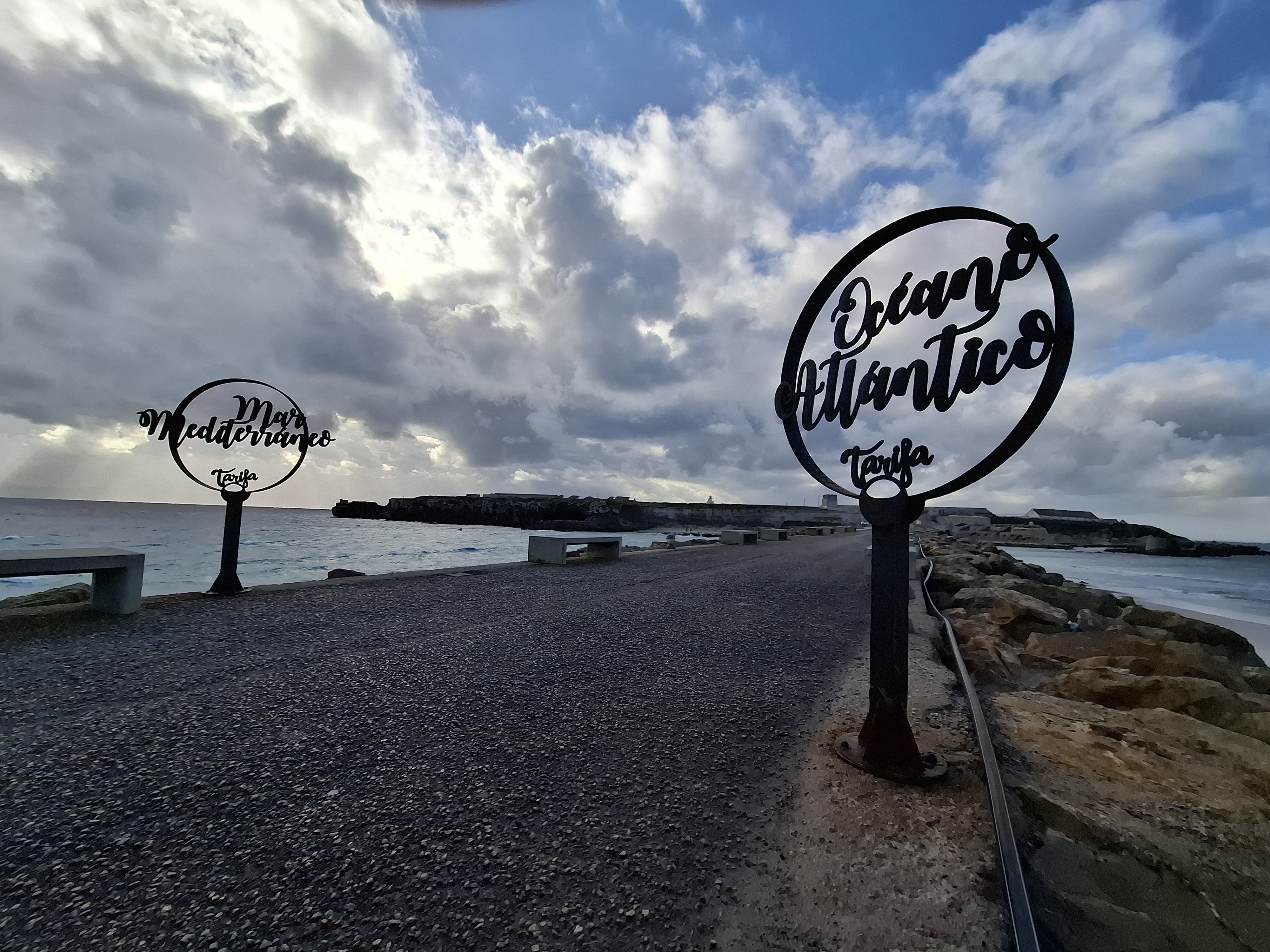
Grobla usypana do wyspy z przylądkiem Punta de Tarifa, będąca granicą między Morzem Śródziemnym i Atlantykiem

## Sport
Tarifa jest powszechnie uważana za hiszpańską stolicę surfingu, zarówno
windsurfing jak i kitesurfing są tutaj praktykowane. Miasto jest jednym ze
światowych ośrodków subkultury surfingowej, czemu zawdzięcza swoją specyficzną atmosferę.

## Znani ludzie związani z Tarifą
- Luis Fernandez – były francuski piłkarz
- Guillermo Pérez Villalta – hiszpański malarz, rzeźbiarz i architekt.